# Javorník (Rudník)

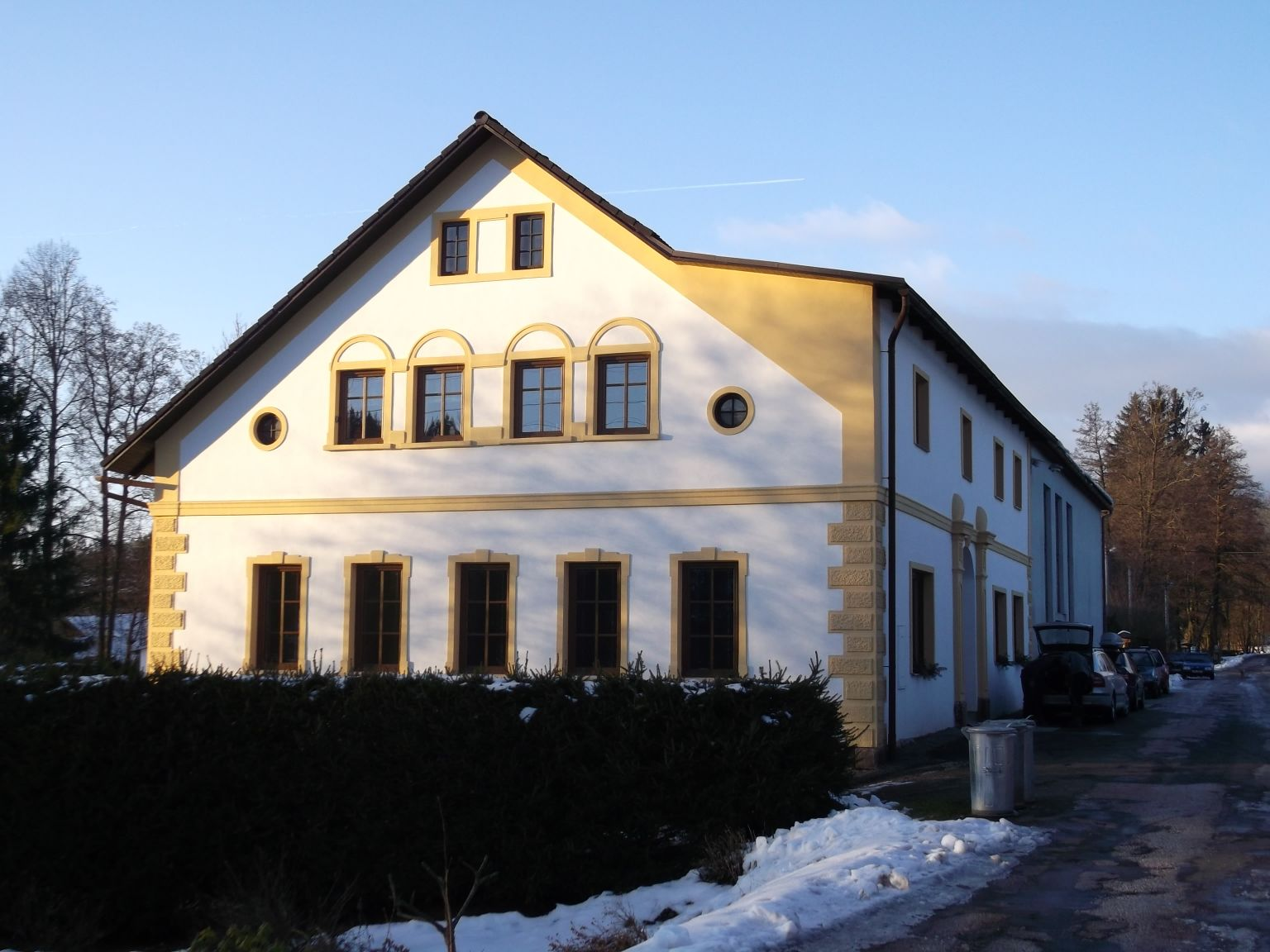
Haus nr.21

Javorník (deutsch Mohren) ist ein Ortsteil der Gemeinde Rudník in Tschechien. Er liegt elf Kilometer nordwestlich von Trutnov und gehört zum Okres Trutnov. Der Katastralbezirk trägt den Namen Javorník v Krkonoších.

## Geographie
Javorník befindet sich am südlichen Fuße des Riesengebirges und erstreckt sich im Tal des Baches Javornický potok bis zu dessen Mündung in den Luční potok (Forstbach). Nördlich erheben sich die Zlatá vyhlídka (Goldene Aussicht, 806 m), Hladíkova výšina (Ladighöhe, 768 m) und Janská hora (Kalkberg, 728 m), im Osten die Vlčí skála (587 m) und die Skalka (550 m), südöstlich die Liška (514 m), im Süden die Kamenná (Forstergestein, 543 m) sowie südwestlich die Červená výšina (Rote Höhe, 519 m). Im Westen erstreckt sich das Waldgebiet Dlouhý les (Langer Wald), nördlich der Javorník (Ahornwald). Durch das Niederdorf führt die Straße I/14 zwischen Vrchlabí und Trutnov.
Nachbarorte sind Zlatá Vyhlídka und Hladíkova Výšina im Norden, Svoboda nad Úpou im Nordosten, Mladé Buky, Hertvíkovice und Hrádeček im Osten, Vlčice und Jánský Dvůr im Südosten, Čermná im Süden, Leopoldov und Arnultovice im Südwesten, Janovice und Rudník im Westen sowie Bolkov im Nordwesten.

## Geschichte
Das Waldhufendorf im Ahornwald wurde wahrscheinlich in der zweiten Hälfte des 13. Jahrhunderts durch die Besitzer des Distrikts Trutnov angelegt. Die erste schriftliche Erwähnung erfolgte 1354 als Nahor. Im Jahre 1365 wurde der Ort als Ohorn villa, 1394 als Plattano, 1477 als Javornik, 1493 als Mohern, 1553 als Moren, 1581 als Ohern, 1620 als Mohrn, 1638 als Mahren und 1734 als Murnau bezeichnet. Javorník bildete ein eigenes Lehngut unter der Burg Břecštejn. Sitz der Lehnsmannen war der befestigte Edelhof am unteren Ortsausgang. Besitzer des Gutes war 1477 Jan von Javornik. Später wurde das Lehngut mit dem Allodialgut Hermannseifen verbunden und der Edelhof erlosch. Das Gut blieb bis 1706 im Besitz des Geschlechts von Waldstein, danach erwarben die Fürsten zu Schwarzenberg Hermannseifen mit Mohren und schlossen es an ihre Herrschaft Wildschütz an. Seit 1730 unterhielt die Herrschaft Hermannseifen eine Schule in Mohren. Aus Mitteln des Religionsfonds wurde 1758 in Mohren eine eigene Pfarre eingerichtet, zu der auch ein Teil von Leopold und Helfendorf gehörten. Johann Fürst von Schwarzenberg tauschte 1789 die Herrschaft Wildschütz mit den angeschlossenen Gütern bei Kaiser Joseph II. gegen Borovany ein. 1790 kaufte der Arnauer Textilfabrikant Johann Franz Theer, der im selben Jahre als Johann Freiherr von Silberstein geadelt wurde, den Besitz von der Hofkammer. 1808 erwarb sein Sohn Franz Freiherr von Silberstein die Güter. Mit dem Erbvertrag von 1815 wurde das Gut Hermannseifen mit den Lehngütern Mohren und Helfendorf von der Herrschaft Wildschütz abgetrennt und ging an Josef Karl Freiherr von Silberstein über. Im Jahre 1834 hatte Mohren bzw. Mohrn / Jawornik 836 Einwohner und bestand aus 139 Häusern, einem herrschaftlichen Meierhof, Jägerhaus und Spital. Bis zur Mitte des 19. Jahrhunderts bildete Mohren ein mit dem Allodialgut Hermannseifen verbundenes Lehngut.
Nach der Aufhebung der Patrimonialherrschaften bildete Mohren / Javorník ab 1850 mit Helfendorf eine Gemeinde im Gerichtsbezirk Arnau bzw. im Bezirk Hohenelbe. Die Bewohner lebten von der Landwirtschaft, Handspinnerei und Hausweberei. Mit 1100 Einwohnern erreichte das Dorf 1870 seine höchste Bevölkerungszahl. 1872 gründeten Lang & Erwerth eine Eisengießerei und Maschinenfabrik.
Zwischen 1876 und 1892 wurde der Unterricht auf ein zweites Schulgebäude ausgedehnt, das danach als Gasthaus zur Kirchenschänke diente. Der zum Ende des 19. Jahrhunderts einsetzende industrielle Aufschwung in den Tälern der Elbe und Aupa führte zur Abwanderung eines Teils der Bevölkerung, der sich als Lohnarbeiter nahe den Fabriken ansiedelte. In Mohren arbeitete außer der Gießerei noch eine Brettsäge mit Schindelfabrikation sowie eine Spulenfabrik, die 1904 in einen Drahtseilfabrik umgewandelt wurde. Im Jahre 1900 hatte Mohren 866 Einwohner. 1907 beschäftigte die Eisengießerei und Maschinenfabrik Ed. Plamper 40 Arbeiter. Nach der Gründung der Tschechoslowakei wurde die Gemeinde 1922 dem neuen Gerichtsbezirk Arnau zugeordnet. 1930 lebten in Mohren 731 Menschen, 1939 waren es 700.
Infolge des Münchner Abkommens wurde Mohren 1938 dem Deutschen Reich angeschlossen und gehörte bis 1945 zum Landkreis Hohenelbe. Nach dem Zweiten Weltkrieg kam der Ort zur Tschechoslowakei zurück. Infolge der Vertreibung deutscher Bewohner ging die Einwohnerzahl weiter stark zurück. Am 1. Juni 1960 wurde Javorník an den Örtlichen Nationalausschuss (MNV) Rudník angeschlossen. Nach der Aufhebung des Okres Vrchlabí wurde Javorník mit Beginn des Jahres 1961 dem Okres Trutnov zugeordnet. Mit Beginn des Jahres 1981 erfolgte die gänzliche Eingemeindung nach Rudník. Im Jahre 1991 hatte der Ortsteil 121 Einwohner. Beim Zensus von 2001 wurden 45 Wohnhäuser und wiederum 121 Einwohner gezählt.

## Ortsgliederung
Zum Katastralbezirk Javorník v Krkonoších gehören neben dem Dorf Javorník auch die Baudensiedlung Hladíkova Výšina (Helfendorf).

## Sehenswürdigkeiten

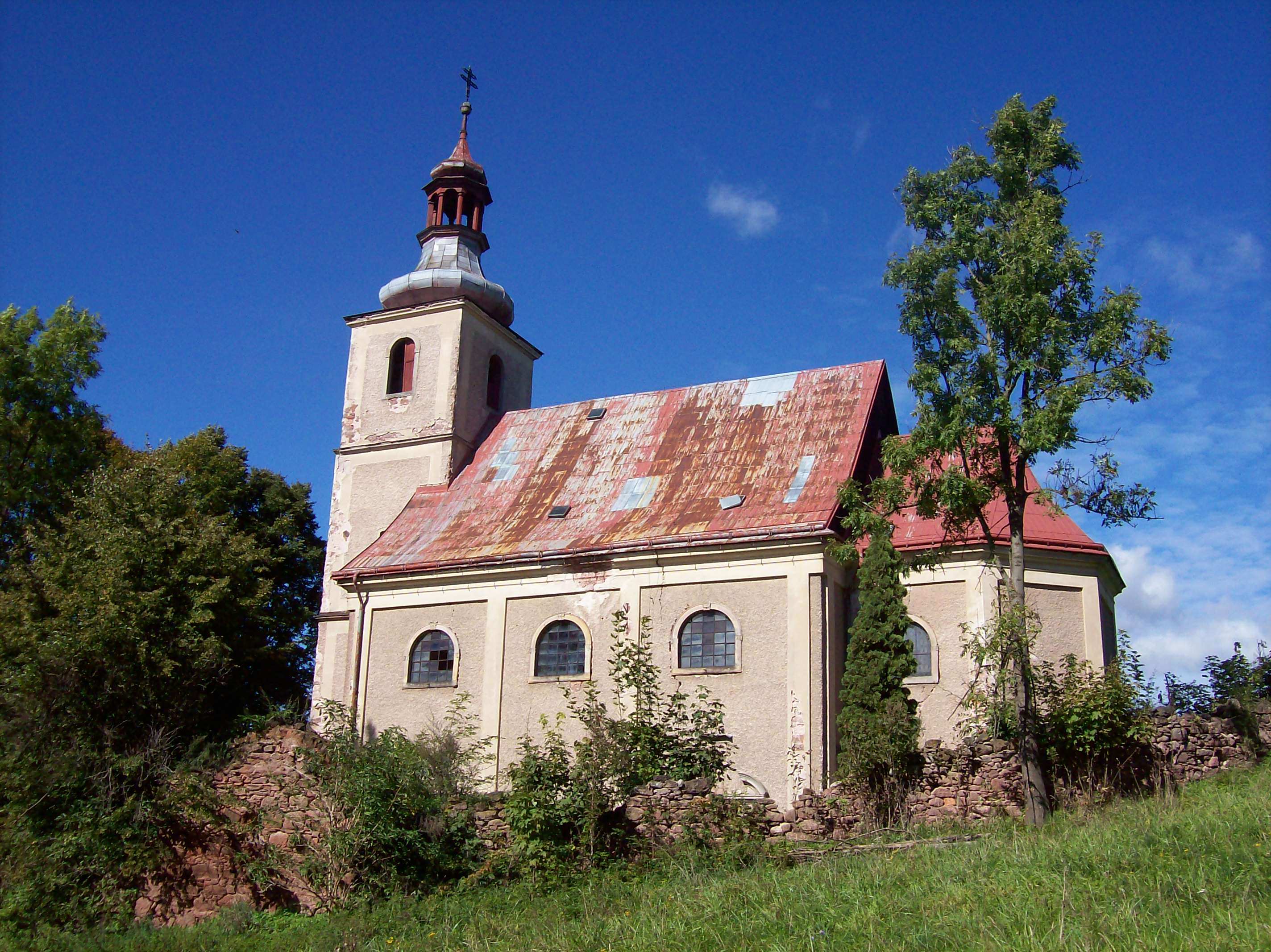
Kirche des hl. Martin

- Kirche des hl. Martin im Mitteldorf, sie wurde zwischen 1703 und 1705 auf Kosten des Bauern Wilhelm Erben erbaut und war zunächst Filialkirche der Pfarre Hermannseifen. Aus dem Religionsfonds wurde 1785 ein eigener Pfarrer eingesetzt und das Pfarrhaus erbaut.
- Wüster Edelhof über der Mündung des Javornický potok in den Luční potok, erhalten ist lediglich der Wall.